# Maevia inclemens

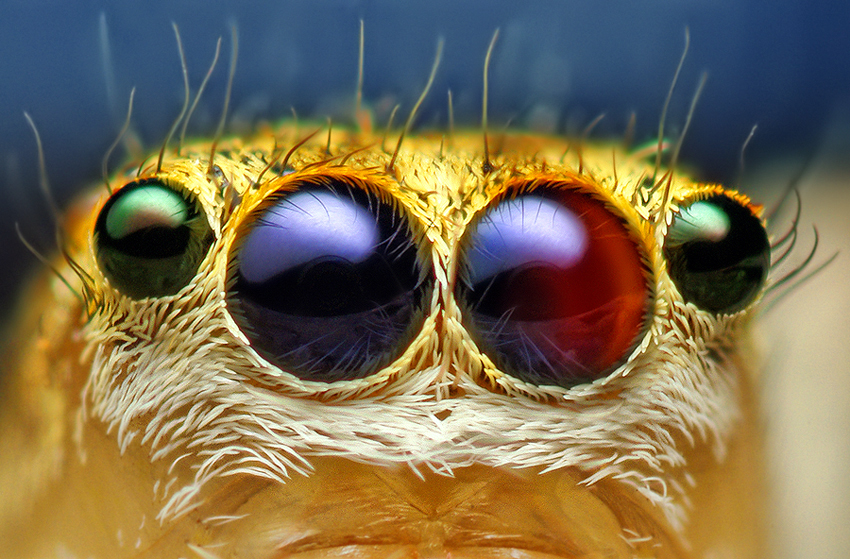
Самка, передняя часть головы с фронтальными 4 глазами.

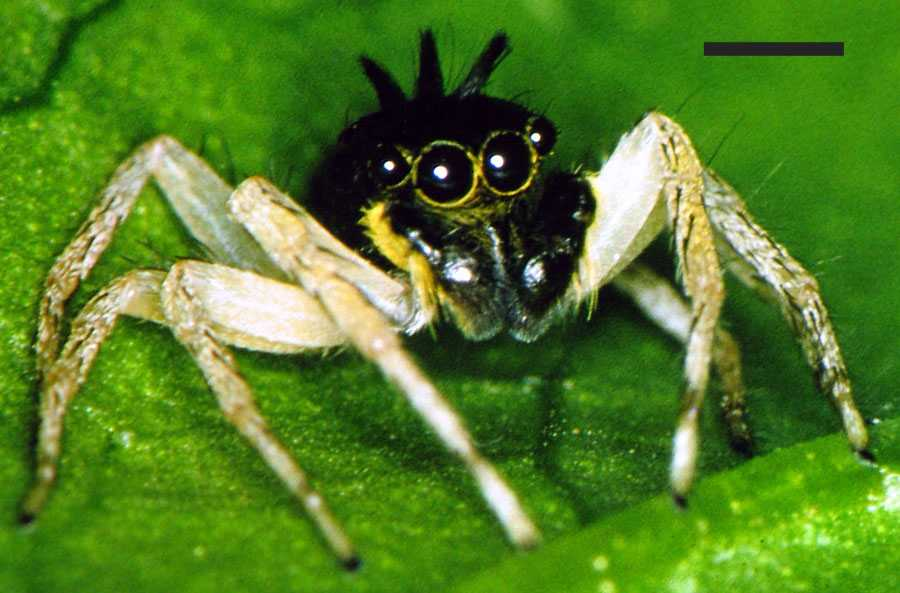
Самец «хохлатой» морфы.

Maevia inclemens  (лат.) — вид мелких диморфичных пауков-скакунчиков рода Maevia из семейства Salticidae. Северная Америка: Канада и США.

## Распространение
Встречается на востоке и среднем западе США и на юго-западе Канады, включая:
- США — Массачусетс, Коннектикут, Нью-Йорк, Нью-Джерси, Пенсильвания, Мэриленд, Западная Виргиния, Виргиния, Северная Каролина, Флорида, Алабама, Луизиана, Техас, Канзас, Кентукки, Индиана, Иллинойс, Мичиган, Висконсин[1]
- Канада — Квебек и Манитоба[2].

## Описание
Длина самки от 6,5 до 8,0 мм, самцы мельче — от 4,75 до 6,5 мм. В передней части головогруди расположены 8 глаз. Тело покрыто волосками и чешуйками. Головогрудь самки светло-коричневая, ноги светлые без ярких отметин. Верхняя часть брюшка беловатого или ржавого цвета, а вдоль каждого бока есть чёрная полоса, часто покрыты оранжевыми чешуйками. Иногда есть V-образная отметина вдоль середины брюшка. Перед передним рядом глаз находится полоска из беловатых волосков.
Встречаются самцы двух морф, редкое для пауков явление (диморфия). Некоторое время их даже выделяли в отдельные друг от друга виды пауков.
Разные морфы самцов демонстрируют различные типы брачного поведения и различаются по внешнему виду. «Хохлатая» морфа имеет черные тело и педипальпы («щупальцы»), три длинных черных пучка волос на «голове» (передней части головогруди), и бледно-окрашенные ноги. «Серая» морфа имеет черные и белые полосы на всем протяжении её тела и ног, оранжевые педипальпы и полное отсутствие пучков или хохолков на головогруди. Тем не менее, каждая форма составляет 50 % взрослых самцов, и они столь же успешны в спаривании.

## Питание
Как и почти все другие пауки-скакунчики Maevia inclemens хищник, который охотится, главным образом, на насекомых, на других пауков и разных членистоногих. Наиболее распространенным способом охоты является высматривание добычи, преследование, использование двух пар задних ног для прыжка на жертву, и, наконец, кусание добычи. Большую часть времени пауки передвигаются в течение всего дня, так что они максимизируют свои шансы на улов добычи.

## Систематика
Вид Maevia inclemens был впервые описан в 1837 году французским арахнологом и энтомологом бароном Шарлем Валькенером (Charles Athanase Walckenaer; 1771—1852).
Вид Maevia inclemens относится к роду Maevia (C. L. Koch, 1850), в котором около 10 видов. Первоначально он был описан под названием Attus inclemens, а после ещё несколько имён оказались его многочисленными синонимами (Attus inclemens, Attus ictericus, Attus protervus, Attus aspergatus, Attus vittatus, Attus niger, Maevia pencillata, Maevia annulipes, Plexippus undatus, Astia vittata, Attus petulans и Maevia vittata).